# Искусство постмодернизма
Искусство постмодернизма — комплекс стилей в художественном искусстве, характерный для мышления постмодернизма.

## Дадаизм
Дадаизм (дада) — авангардистское течение в литературе, изобразительном искусстве, театре и кино. Зародилось во время Первой мировой войны в нейтральной Швейцарии, в Цюрихе (Кабаре Вольтер). Существовало с 1916 по 1922 годы.
В 1920-е годы французский дадаизм слился с сюрреализмом, а в Германии — с экспрессионизмом. Некоторые теоретики искусства считают, что из дадаизма берет своё начало постмодернизм.
Основателем, точнее предвестником сюрреализма надо считать Босха, впервые у него зритель видит реальность — незаметно, но основательно деформированную, можно сказать — сновидением наяву. В девятнадцатом веке Редон заново открыл новую страницу в мировой живописи — символизм — создав реалистичное лицо человека внутри паука («Плачущий паук», 1881 год). В XX веке идеологом сюрреализма считается писатель и поэт Андре Бретон. Под заголовком «сюрреалистическая драма» обозначил в 1917 году одну из своих пьес Гийом Аполлинер. Одними из величайших представителей сюрреализма в живописи стали Сальвадор Дали, Макс Эрнст и Рене Магритт. Наиболее яркими представителями сюрреализма в кинематографе считаются Луис Бунюэль, Жан Кокто, Ян Шванкмайер и Дэвид Линч. Сюрреализм в фотографии получил признание благодаря пионерским работам Филиппа Халсмана.

## Абстрактный экспрессионизм
Абстрактный экспрессионизм (англ. abstract expressionism) — школа (движение) художников, рисующих быстро и на больших полотнах, с использованием негеометрических штрихов, больших кистей, иногда капая красками на холст, для полнейшего выявления эмоций. Экспрессивный метод покраски здесь часто имеет такое же значение, как само рисование. Целью художника при таком творческом методе является спонтанное выражение внутреннего мира (подсознания) в хаотических формах, не организованных логическим мышлением.
Начальная фаза движения — абстрактный сюрреализм (abstract surrealism) появилась в 1940-е, под влиянием идей Андре Бретона, его основными приверженцами были американские художники Ханс Хофман, Аршиль Горки, Адольф Готлиб и др. Особый размах движение получило в 1950-е гг., когда во главе его встали Джексон Поллок, Марк Ротко и Виллем де Кунинг. Абстрактным экспрессионистом называла себя и минималистка Агнес Мартин. Одной из форм абстрактного экспрессионизма является ташизм, оба этих течения практически совпадают по идеологии и творческому методу, однако персональный состав художников, называвших себя ташистами или абстрактными экспрессионистами совпадает не полностью. Среди отечественных художников крупнейшим представителем абстрактного экспрессионизма считается Евгений Михнов-Войтенко, работавший в 1950—1980-х гг.
Лидером абстрактного экспрессионизма был Джексон Поллок. Поллок был знаком с так называемой песчаной живописью — ритуальным обычаем индейцев Навахо создавать картины из песка. Он видел экспозицию в Музее Современного Искусства в 1940-е, кроме того он мог встретиться с ней во время своего путешествия по Западу, хотя этот вопрос до конца не выяснен. Другие влияния на его технику разбрызгивания — это упомянутые выше Ривера и Ороско, а также сюрреалистический автоматизм. Поллок не признавал существования случая, у него обычно были конкретные идеи создания картины. Это воплощалось в движениях его тела, которые он полностью контролировал, в сочетании с густым потоком краски, силой гравитации и тем, как впитывалась краска в холст. Сочетание управляемого и неуправляемого. Бросая, швыряя, брызгая, он энергично перемещался вокруг холста, как будто танцуя и не останавливался, пока не видел того, чего хотел увидеть.
На первой персональной выставке в Нью-Йорке Марк Ротко выставил 15 полотен, написанных маслом — в основном портреты, а также рисунки и акварели. На той выставке стало очевидным мастерство Ротко, который перерос влияние Авери: работа Ротко с цветовыми полями впечатлила критиков. В конце 1935 года Ротко объединился с Ильей Болотовским, Бен-Зион, Адольфом Готлибом, Лу Харрисом, Ральфом Розенборгом, Луисом Шейкером и Иосифом Сольманом. Они создали «Группу десяти» («The Ten» — Whitney Ten Dissenters), чья миссия (согласно каталогу выставки галереи «Меркюри» 1937 года) звучала так: «Протестовать против распространенного мнения о равенстве Американской живописи и буквальной живописи». Ещё в 1950 году они считались радикалами, и консервативное жюри не приняло их картины на важную выставку современного искусства в Метрополитен-музее. В ответ они сделали групповое фото «Разгневанных» — все с суровыми лицами, ни тени улыбки. Особенно рассержен Марк Ротко. Стиль Ротко уже изменился, он приближался к знаменитым работам зрелого периода, однако, несмотря на интерес к изучению цвета, художник сконцентрировался на другой формальной и стилистической инновации, работая над сюрреалистичными изображениями мифологических историй и символов. Органические, полуабстрактные формы, рождённые его фантазиями и сновидениями, получили название биоморфных. В это время растет авторитет Ротко, особенно в среде Союза художников. Основанный в 1937 году, этот союз, в который входили также Готлиб и Сольман, ставил себе целью создать муниципальную галерею искусств, где можно было бы устраивать самостоятельные групповые выставки. В 1936 году группа Союза Художников устроила свою выставку в Галерее Бонапарт, во Франции (Galerie Bonaparte). В 1938 году ещё одна выставка прошла в галерее Меркюри (Mercury Gallery). В тот период Ротко, как и многие художники того времени, начал работать в государственной организации, созданной для преодоления последствий Депрессии, которая привлекала художников и архитекторов для восстановления и реновации общественных зданий. В те времена на службе у государства работали многие известные художники, в том числе Авери, Де Кунинг, Поллок, Рейнар, Давид Смит, Луиз Невельсон, восемь художников из «Группы Десяти», и учитель Ротко — Аршиль Горки.

## Постживописная абстракция
Постживописная абстракция (англ. Post-painterly Abstraction), хроматическая абстракция — течение в живописи, зародившееся в Америке в 1950-е гг. Термин введен критиком Клементом Гринбергом для обозначения направления, представленного на курируемой им выставке 1964 года в Музей искусств округа Лос-Анджелес (затем в Центр искусств Уокера и Художественную галерею Онтарио в Торонто).
Постживописная абстракция отталкивается от абстрактного экспрессионизма, фовизма и постимпрессионизма. Основные признаки: чёткие края, свободный мазок, гармония (или контраст) простых форм, монументальность, созерцательно-меланхолический склад живописи, аскетичность. Постживописная абстракция также является потомком Геометрической абстракции, округляя и смягчая её.
Элен Франкенталер в художественном плане находилась под сильным влиянием работ Джексона Поллока, вместе с которым участвовала в «Движении за абстрактное искусство» (Abstract Art Movement). После посещения выставки последнего в галерее Бетти Парсонс в 1951 году переняла его технику, раскладывая листы холста на полу ателье и рисуя каплями краски. При этом вырабатывался и индивидуальный стиль художницы. Холст должен был быть без грунтовки, а краски — разведёнными до такой степени, что впитывались в полотно практически моментально. Дополнительно к этому Э. Франкенталер втирала краску в холсты губкой. В результате создавался эффект «текущих» по полотну красок, роднивший её работы с сюрреалистическим автоматизмом. В 1959 художница принимает участие в выставке современного искусства документа-2 в Касселе.
В более поздних работах, в 60-е годы, создаёт монументальные до 3-х метров высотой полотна на раскрашенном холсте без грунтовки, в которых сочетаются различные цветовые тона. Этими работами Э. Франкенталер оказала большое воздействие на молодое поколение американских художников, работавших в стиле живописи цветового поля (Colorfield Paint) — Кеннета Ноланда, Жюля Олицки, Мориса Луиса.
Манера живописи Кеннет Ноланда сформировалась под воздействием разработанной Э. Франкенталер художественной техники, при которой рисунок делается на негрунтованном полотне акриловой краской. При этом ткань впитывает краску, создавая на поверхности эффект «объёмности» изображения. В дальнейшем Ноландом и другими мастерами была разработана на этой основе так называемая живопись фигурного холста (Shaped Canvas). Мотивом для своих картин Ноланд брал геометрические фигуры, зачастую в форме цветных кругов или колец.

## Живопись цветового поля
Живопись цветового поля (англ. Color Field) — род абстрактной живописи, в основе которой лежит использование больших плоскостей однородных цветов, близких по тональности и не центрированных. Термин принадлежит американскому историку и теоретику авангардного искусства Клементу Гринбергу.
Живопись цветового поля развивалась в США в конце 1940-х — начале 1950-х гг. Ведущими представителями стиля были Барнетт Ньюман и Марк Ротко. Это направление можно рассматривать как разновидность абстрактного экспрессионизма, хотя иногда его классифицируют как род минимализма. Начиная с 1952 г. стилистику живописи цветового поля использовала Элен Франкенталер: грубый не загрунтованный холст пропитывался или покрывался очень тонким слоем краски, так что краска скорее впитывалась в поверхность, нежели окрашивала её.

## Лирическая абстракция
Лирическая абстракция — одно из течений абстрактного искусства, для которого характерны стремление к прямому выражению эмоциональных и психических состояний художника и импровизационность исполнения. Произведения лирического абстракционизма — воплощение субъективных цветовых впечатлений и фантазий художника, поток его сознания, запечатленный в цвете. Принято считать, что основоположниками лирической абстракции были Аршиль Горки, Ланской, Андрей Михайлович.

## Арте повера
Арте по́вера (итал. Arte Povera — бедное искусство) — термин, введённый в 1967 году искусствоведом и куратором Джермано Челантом для определения художественного течения, объединившего художников из Рима, Турина, Милана и Генуи во второй половине 1960-х — 1970. Художники арте повера визуализировали диалог между природой и индустрией, используя промышленные или нехудожественные материалы, хотели освободить творчество от ограничений традиционных форм искусства и художественного пространства, а также играли с политическим измерением индустриальных материалов. Движение стало заметным явлением на международной арт-сцене, находясь в противостоянии и диалоге с минимализмом в Америке, который также использовал индустриальные материалы. С точки зрения художников арте повера, минимализм занимался аспектами формы и не затрагивал поэтические, политические и исторические проблемы, которые были важны для арте повера. Арте повера не было объединением художников, имеющим свой манифест. Это было прежде всего движение, которое при помощи куратора и критика было признано и классифицировано в своей совокупности. Некоторые из художников арте повера, которые принадлежали к разным поколениям, были уже хорошо известны в арт-кругах Италии.
Движение арте повера зародилось в Италии в начале 1960-х. В то время страна претерпевала крупные политические потрясения, превращаясь из аграрного общества в промышленное. Художники арте повера считали себя политическими художниками, которые верили в серьёзную социальную роль искусства. Организатор выставки арте повера в Городском музее в Турине в 1970, редактор книги «Арте повера: концептуальное, актуальное или невозможное искусство?» (1969), Челант надеялся, что использование «бедных» материалов и отказ от традиционных представлений об искусстве как о «продукции» для собирания и коллекционирования, подорвут коммерциализм, заполнивший мир искусства. Первая выставка арте повера под названием «Arte Povera e IM Spazio» состоялась в Генуе в галерее La Bertesca в 1967 году и была организована Джермано Челантом. Выставка сопровождалась текстом, который был вскоре дополнен и опубликован в Flash Art под названием «Arte Povera: Notes for a Guerrilla War». Эти события положили начало арте повера, движения, центры которого находились в Турине и Риме.

## Процесс-арт
Процесс-арт (англ. process art) — одна из форм современного искусства, одна из разновидностей авангардистского концептуального искусства, зародившаяся в 1960-е годы на основании идей минималистского искусства и искусства перформанса.
Произведения Процесс-арта должны быть как для художника, так и для зрителя значимыми во времени и в пространстве помещения, уметь проявить причину и необходимость создания данной художественной работы, показать развитие творческого процесса и разъяснить его наблюдателю.
Процесс художественного творчества в Процесс-арт включается в презентацию, представление работы зрителям. Наиболее предпочтительной для осуществления этой задачи является видеотехника. Для мастера, работающего в стиле процесс-арт главным является не конечный результат как созданный объект, но действие, экшн как процесс возникновения картины или объекта, которое будет запечатлено на видео- или фотоматериалах. В более широком смысле данное произведение искусства может подвергаться постоянным изменениям под воздействием посторонних влияний природного происхождения — со стороны зрителей, эрозии материала, освещённости в различное время суток и т. д.
Процесс-арт весьма близок такому направлению в современном искусстве, как арте повера. Среди наиболее известных его представителей следует назвать Брюса Наумана, Роберта Морриса, Еву Гессе, Микеланджело Пистолетто, Джиро Такамацу, Ричарда Серра, Йохена Герца, Клауса Ринке, Ульриха Рюкрима.

## Ассамбляж
Ассамбляж (фр. assemblage) — техника визуального искусства, родственная коллажу, но использующая объёмные детали или целые предметы, скомпонованные на плоскости как картина. Допускает живописные дополнения красками, а также металлом, деревом, тканью и другими структурами. Иногда применяется и к другим произведениям, от фотомонтажей до пространственных композиций, поскольку терминология новейшего визуального искусства не вполне устоялась.
Ассамбляж был блестяще использован русскими художниками в начале XX века — Татлиным, Пуни, Родченко, — однако термин ввёл Жан Дюбюффе в 1953 году для обозначения произведений искусства, выполненных из обломков естественных материалов, предметов или их фрагментов — например, из утиля. В широкий обиход термин вошел после выставки «Искусство ассамбляжа», проходившей в нью-йоркском Музее современного искусства в 1961 году, в частности, впервые широко представившей сюрреалистические ассамбляжи Джозефа Корнелла. Одним из основателей техники считается французский художник Сезар (картина «Мусорная корзина золотого голубя», 1969), особенностью творчества которого являлось прессование материала для своих произведений.
Характерными примерами ассамбляжей являются работы скульпторов Тони Крэгга и Билла Вудроу, многие из которых, особенно ранние, сделаны из найденных предметов и обломков. В 1981 состоялась новаторская выставка «Предметы и скульптура», проведенная одновременно в Институте современного искусства в Лондоне и галерее Арнольфини в Бристоле, на которой использование «урбанистических материалов» было возведено в норму. Её участниками, помимо Крэгга и Вудроу, стали Эдвард Аллингтон, Ричард Дикон, Энтони Гормли, Аниш Капур, Брайан Орган, Питер Рэнделл-Пейдж и Жан-Люк Вильмут.

## Концептуальное искусство
Концептуа́льное иску́сство, концептуали́зм (от лат. conceptus — мысль, представление) — литературно-художественное направление постмодернизма, оформившееся в конце 60-х — начале 70-х годов XX века в Америке и Европе.
В концептуализме концепция произведения важнее его физического выражения, цель искусства — в передаче идеи. Концептуальные объекты могут существовать в виде фраз, текстов, схем, графиков, чертежей, фотографий, аудио- и видео- материалов. Объектом искусства может стать любой предмет, явление, процесс, поскольку концептуальное искусство представляет собой чистый художественный жест.
Один из основоположников течения, американский художник Джозеф Кошут, видел значение концептуализма в «коренном переосмыслении того, каким образом функционирует произведение искусства — или как функционирует сама культура … искусство — это сила идеи, а не материала». Классическим образцом концептуализма стала его композиция «Один и три стула» (1965), включающая стул, его фотографию и описание предмета из словаря.
Концептуальное искусство обращается не к эмоциональному восприятию, а к интеллектуальному осмыслению увиденного.
Французский художник Марсель Дюшан подготовил «почву» для концептуалистов своими реди-мейдами. Наиболее известным из дюшановских реди-мейдов был «Фонтан» (1917), писсуар, подписанный художником псевдонимом «R.Mutt» (каламбур, напоминавший о популярных мультяшных героях Матте и Джеффе), и предложенный в качестве экспоната для выставки Общества независимых художников Нью-Йорка. В традиционном понимании, обычный предмет не мог быть искусством, потому что не сделан художником, не уникален, и обладает немногими эстетическими достоинствами традиционного, сделанного вручную художественного объекта. Идеи Дюшана и их теоретическая важность для будущего концептуализма было позднее оценено американским художником Джозефом Кошутом. В своём эссе «Искусство после философии» (Art after Philosophy, 1969) Кошут писал: «Все искусство (после Дюшана) — концептуально по своей природе, потому что искусство и существует лишь в виде идеи» («All art (after Duchamp) is conceptual (in nature) because art only exists conceptually»). Концептуальное искусство оформилось как движение на протяжении 1960-х. В 1970 состоялась первая выставка концептуального искусства Концептуальное искусство и концептуальные художники, которая была проведена в Нью-Йоркском культурном центре.
Изобретение термина «концептуальное искусство» приписывают американскому философу и музыканту Генри Флинту. Так называлось его эссе 1961 года (Conceptual Art), опубликованное в книге An Anthology of Chance Operations под редакцией Джексона МакЛоу и Ла Монте Янга в 1963 году.